# SM U-160
SM U-160 var en Typ U-93 ubåt som tjänstgjorde i den kejserliga tyska flottan under första världskriget. U-160 sänkte eller skadade inga fartyg.

## Design
De tyska ubåtarna av Typ U 93 föregicks av de kortare ubåtarna av Typ U-87. U-160 hade ett deplacement på 821 ton vid ytan och 1 002 ton under vatten. Hon hade en total längd på 71,55 meter, en bredd på 6,30 meter, en höjd på 8,25 meter och ett djupgående på 3,88 meter. Ubåten drevs av två motorer på 2 400 hästkrafter (1 800 kW; 2 400 shp) för användning vid ytan och två motorer på 1 230 hästkrafter (900 kW; 1 210 shp) för användning under ytan. Fartyget hade två propelleraxlar. Fartyget kunde operera på upp till 50 meters djup.
Ubåten kunde nå en hastighet på 16,2 knop (30 km/h) på ytan och 8,2 knop (15,2 km/h) under ytan. Under vatten kunde hon färdas 50 nautiska mil (93 km) i 5 knop (9,3 km/h); när hon var uppe på ytan kunde hon färdas 8 500 nautiska mil (15 700 km) i 8 knop (15 km/h). U-160 var utrustad med sex torpedtuber på 50 centimeter (fyra i fören och två i aktern), tolv till sexton torpeder och två 10,5 cm SK L/45 däckskanoner. Hon hade en besättning på trettiosex personer (trettiotvå sjömän och fyra officerare).